# Junshirō Kobayashi
Junshirō Kobayashi (jap. 小林 潤志郎, Kobayashi Junshirō; * 11. Juni 1991 in Hachimantai, Präfektur Iwate) ist ein japanischer Skispringer und ehemaliger Nordischer Kombinierer. Sein bisher größter Erfolg ist der Gewinn der Bronzemedaille im Mannschaftswettbewerb bei den Skiweltmeisterschaften 2019 in Seefeld in Tirol.

## Werdegang
Junshirō Kobayashi war zunächst Nordischer Kombinierer. Am 14. Dezember 2007 gab er in Høydalsmo sein Debüt und belegte den 77. Platz. Am 15. Januar 2008 gewann er in Iiyama als 18. erstmals Punkte im B-Weltcup der Nordischen Kombination. Am 10. Januar 2009 gab er im Val di Fiemme sein Weltcup-Debüt und belegte den 52. Platz. Am nächsten Tag wurde er 45. Wenig später ging Kobayashi bei der Junioren-WM 2009 in Štrbské Pleso an den Start und wurde 21. im Einzel und Achter im Team. Ein Jahr später war er erneut bei der Junioren-WM am Start, hier allerdings nur im Einzel, wo er die Goldmedaille gewann. Die Junioren-WM war in Hinterzarten. Nach der Saison 2009/10 beendete er seine Karriere als Nordischer Kombinierer und wechselte zum Skispringen.
Erstmals war er hier bei der Junioren-WM 2011 in Otepää im Einzel am Start und belegte den 18. Platz. Am Ende der Saison startete Kobayashi erstmals im FIS Cup in Zaō und gewann beide Springen. Als Kombinierer war er bereits seit 2008 bei mehreren FIS-Rennen in Japan dabei gewesen. Am 2. Juli 2011 sprang Kobayashi in Kranj erstmals im Continental Cup und konnte mit Platz 14 seine ersten Punkte sammeln. Nachdem er eine Woche später auf der Brunnentalschanze in Stams mit Platz drei und vier gleich zwei hervorragende Platzierungen nachlegen konnte, wechselte er in den höherklassigen Sommer-Grand-Prix. Bereits bei seinem zweiten Springen am 20. Juli 2011 im polnischen Szczyrk belegte er den zehnten Rang. Nach weiteren Top-Ten-Platzierungen erreichte er in der Gesamtwertung des Grand Prix den 23. Rang. Kobayashi gab sein Weltcup-Debüt am 27. November 2011 beim Teamspringen auf der Rukatunturi-Schanze im finnischen Kuusamo, als er mit der japanischen Mannschaft Platz zwei belegte. Am selben Tag debütierte er auch im Einzelwettbewerb, in dem er auf Anhieb als 24. seine ersten Weltcuppunkte erzielen konnte. Seine beste Einzel-Platzierung im Weltcup in dieser Saison war Platz 16 in Bischofshofen. Er beendete seine erste Weltcup-Saison als 52. der Gesamtwertung mit 40 Punkten. Nachdem er in der Saison 2012/13 erneut 17 Weltcuppunkte holen konnte, ging er in der Saison 2013/14 nur als Teil der nationalen Gruppe in Sapporo im Weltcup an den Start, wo er zweimal die Punkteränge verpasste. Bei der Winter-Universiade 2013 im italienischen Predazzo belegte er auf der Normalschanze den vierten Rang. Im Mixed-Teamwettbewerb wurde er Fünfter und im Mannschaftswettbewerb Vierter. Im Einzelwettbewerb auf von der Großschanze holte er die Bronzemedaille hinter Krzysztof Biegun und Sami Niemi.
Im Sommer 2014 erzielte Kobayashi mehrere Top-Ten-Platzierungen im Grand Prix und belegte damit Platz sechs in der Gesamtwertung. Ab der Saison 2014/15 sprang er wieder regelmäßig im Weltcup. Am 12. März 2015 erzielte er sein bis dahin bestes Ergebnis im Weltcup als 13. im norwegischen Trondheim. Im Gesamtweltcup erreichte er mit Platz 44 ebenfalls sein bis dahin bestes Karriere-Ergebnis. Bei der Winter-Universiade 2015 im slowakischen Štrbské Pleso belegte er den fünften Rang im Einzelwettbewerb auf der Normalschanze. Mit seiner Schwester Yuka Kobayashi gewann er den Mixed-Teamwettbewerb und mit seinen Landsleuten Kanta Takanashi und Minato Mabuchi holte er die Silbermedaille hinter Russland im Mannschaftsspringen der Herren von der Normalschanze. Bei den Nordischen Skiweltmeisterschaften 2015 in Falun belegte er in den beiden Einzelwettbewerben den 25. Platz auf der Normalschanze und den 13. Platz auf der Großschanze. Mit der japanischen Mannschaft wurde er Vierter.
Am 13. September 2015 konnte er auf der Gorney Gigant im kasachischen Almaty sein erstes Sommer-Grand-Prix-Springen gewinnen. In den Saisons 2015/16 und 2016/17 erreichte er jeweils nur wenige Male die Punkteränge im Weltcup und kam in diesen beiden Jahren nicht über Rang 17 in Sapporo hinaus.
Am 26. und 27. August 2017 gewann er beide Grand-Prix-Springen in Hakuba. Den zweiten Wettbewerb gewann er vor seinem Bruder Ryōyū. Er beendete den Sommer-Grand-Prix 2017 als Dritter der Gesamtwertung und damit mit dem bis dahin besten Ergebnis seiner Karriere. Am 19. November 2017 holte Kobayashi beim Auftaktspringen der Saison 2017/18 in Wisła überraschend seinen ersten Weltcupsieg, nachdem zuvor lediglich ein 13. Platz sein bestes Weltcupresultat war. Damit wurde er auch der erste Japaner seit Kazuyoshi Funaki 1998, der die Weltcupführung übernahm. Er beendete die Vierschanzentournee 2017/18 als Vierter der Gesamtwertung, nachdem er bei allen vier Springen unter den besten zehn sprang (Plätze 6, 4, 6 und 7). Im Januar 2018 nahm er in Oberstdorf erstmals an der Skiflug-Weltmeisterschaft teil, wobei er im Einzelwettbewerb den 29. Rang belegte. Bei den Olympischen Winterspielen 2018 in Pyeongchang nahm er an zwei von drei Wettbewerben teil. Im Einzelwettbewerb auf der Normalschanze belegte er den 31. Platz und im Einzelwettbewerb auf der Großschanze wurde er 24. Im Mannschaftsspringen auf der Großschanze kam er nicht zum Einsatz. Neben seinem Sieg zum Auftakt erzielte er einige weitere Top-Ten-Platzierung im Weltcup und absolvierte seine mit Abstand beste Weltcup-Saison. Er belegte mit 568 Punkten den elften Rang im Gesamtweltcup. Bei den Weltmeisterschaften 2019 in Seefeld in Tirol gewann er mit seinen Mannschaftskameraden Daiki Itō, Yukiya Satō und Ryōyū Kobayashi die Bronzemedaille im Mannschaftsspringen. In den Einzelwettbewerben belegte er sowohl von der Groß- als auch von der Normalschanze jeweils den 17. Platz. Zwei Jahre später wurde er bei den Weltmeisterschaften 2021 in Oberstdorf  von der Normalschanze 29. und von der Großschanze 32.
Bei den Olympischen Spielen 2022 in Peking wurde er in den Einzelspringen von der Normalschanze 27. und von der Großschanze 24., während er mit der japanischen Mannschaft Fünfter wurde. Bei der Skiflug-Weltmeisterschaft 2022 belegte er im Einzelwettbewerb den 33. Rang und wurde mit der japanischen Mannschaft im Team-Wettbewerb Sechster.

## Erfolge

### Weltcupsiege im Einzel
| Nr. | Datum             | Ort   | Typ         |
| --- | ----------------- | ----- | ----------- |
| 1.  | 19. November 2017 | Wisła | Großschanze |

### Grand-Prix-Siege im Einzel
| Nr. | Datum              | Ort    | Typ         |
| --- | ------------------ | ------ | ----------- |
| 1.  | 13. September 2015 | Almaty | Großschanze |
| 2.  | 26. August 2017    | Hakuba | Großschanze |
| 3.  | 27. August 2017    | Hakuba | Großschanze |

### Grand-Prix-Siege im Team
| Nr. | Datum             | Ort          | Typ               |
| --- | ----------------- | ------------ | ----------------- |
| 1.  | 8. September 2018 | Tschaikowski | Großschanze Mixed |
| 2.  | 17. August 2019   | Zakopane     | Großschanze       |

## Statistik

### Weltcup-Platzierungen
| Saison  | Platz | Punkte |
| ------- | ----- | ------ |
| 2011/12 | 52.   | 040    |
| 2012/13 | 60.   | 017    |
| 2014/15 | 44.   | 095    |
| 2015/16 | 61.   | 013    |
| 2016/17 | 54.   | 020    |
| 2017/18 | 11.   | 568    |
| 2018/19 | 19.   | 335    |
| 2019/20 | 30.   | 162    |
| 2020/21 | 33.   | 113    |
| 2021/22 | 32.   | 179    |
| 2022/23 | 63.   | 014    |
| 2023/24 | 34.   | 143    |

### Grand-Prix-Platzierungen
| Saison | Platz | Punkte |
| ------ | ----- | ------ |
| 2011   | 23.   | 128    |
| 2012   | 17.   | 121    |
| 2013   | 67.   | 018    |
| 2014   | 06.   | 217    |
| 2015   | 11.   | 217    |
| 2016   | 41.   | 065    |
| 2017   | 03.   | 332    |
| 2018   | 19.   | 098    |
| 2019   | 13.   | 146    |
| 2021   | 74.   | 009    |
| 2022   | 19.   | 074    |
| 2023   | 23.   | 088    |
| 2024   | 31.   | 080    |

## Privates
Junshirō Kobayashi ist der Bruder der Skispringerin Yuka Kobayashi und der Skispringer Ryōyū  und Tatsuano Kobayashi.